# Bhekimpi Dlamini
Bhekimpi Alpheus Dlamini (* 26. November 1924 im Bezirk Hhohho; † 1. November 1999 in Mbabane) aus dem Haus Dlamini war ein swasiländischer Politiker und von 1983 bis 1986 Premierminister von Swasiland.
Er kämpfte im Zweiten Weltkrieg in den Reihen der alliierten Streitkräfte. Danach war er Mitglied des Swasiland-Nationalrats und arbeitete im Amtsbereich des Premierministers. In den unruhigen Zeiten nach dem Tod von König Sobhuza II. im Jahr 1982 stand er auf der Seite konservativer Mitglieder innerhalb der königlichen Familie. Als Prinz war er außerdem Mitglied im Libandla, der beratenden Versammlung des Königs, und des Liqoqo (innerer Rat aus fünfzehn Mitgliedern der Königsfamilie und von Stammeshäuptlingen). Die reformfreundliche und südafrikafeindliche Linie von Premierminister Mabandla Dlamini und der Regentin Dzeliwe missfiel ihm. Daher beteiligte er sich am Sturz dieser Personen und wurde dafür mit dem Amt des Premierministers belohnt. Er befürwortete den Vertrag von Nkomati zwischen Mosambik und Südafrika im Jahr 1984.
Als 1986 der neue König Mswati III. an die Macht kam, wurde er aus diesem Grund entlassen, verhaftet, wegen Verschwörung gegen die Interessen des Staats im März 1988 zu fünfzehn Jahren Gefängnis verurteilt und kam ins Gefängnis. Bereits im Juli desselben Jahres wurde er wieder aus der Haft entlassen.
| Personendaten    | Personendaten                                            |
| ---------------- | -------------------------------------------------------- |
| NAME             | Dlamini, Bhekimpi                                        |
| ALTERNATIVNAMEN  | Dlamini, Bhekimpi Alpheus                                |
| KURZBESCHREIBUNG | swasiländischer Politiker, Premierminister von Swasiland |
| GEBURTSDATUM     | 26. November 1924                                        |
| STERBEDATUM      | 1. November 1999                                         |
| STERBEORT        | Mbabane                                                  |